# 若槻団地
若槻団地（わかつきだんち）は、長野県長野市の市街地北部にある地区（大字）、および地区内にある長野県営住宅・長野県住宅供給公社賃貸住宅（団地）。

## 若槻団地（大字）
若槻団地（わかつきだんち）は、長野市街地の北部にある地区（大字）。郵便番号は381-0051。
全域が長野市役所若槻支所の管内である。

### 概要
地区の北端を駒沢川が流れる。周囲は以下の大字・町丁と接する。
長野市街地を見下ろす山裾の住宅地である。地区中央部に県営・公社若槻団地（アパートタイプ）がある。その周囲に長野県企業局が造成・分譲した住宅地が広がり、一戸建てが整然と並んでいる。
若槻地区は古代の若槻庄と言われる荘園のあったところである。この荘園の地頭であった若槻氏の居城と伝わる若槻城が団地の造成によって失われ、わずかに堀跡の一部が団地の一角に残されている。
旧若槻村が1954年（昭和29年）に長野市と合併した当時は果樹園・桑畑などが広がる地域であったが、高度経済成長期・昭和40年代にこの若槻団地が造成されたのを皮切りに宅地化が進行。現在は周辺の稲田・檀田・徳間・浅川などと合わせて、市内でも有数規模の住宅地となっている。
地区内の人口および世帯数は、1,107世帯 2,329人（令和5年3月1日現在）。

#### 沿革
- 1967年（昭和42年） - 町名整理。大字檀田・大字若槻東条・大字若槻西条・大字徳間・大字稲田の各一部を分け、大字若槻団地が発足
- 1969年（昭和44年） - 長野県営住宅若槻団地（6棟144戸）が完成
- 1970年（昭和45年） - 長野県住宅供給公社若槻団地（1棟24戸）が完成

### 交通

#### 路線バス
地区内を走る、アルピコ交通（川中島バス）・長電バスの以下の路線系統が利用できる。
- アルピコ交通（川中島バス）
  - 16 長野駅 - 善光寺大門 - 若槻団地中央 - 若槻東条
    - 16（朝一部） 長野駅 ← 県庁前 ← 善光寺大門 ← 若槻団地
- 長電バス
  - 3 長野駅 - 権堂 - 若槻団地中央 - 浅川西条
    - 3（出入） 柳原 - 市民病院 - 若槻団地中央 - 浅川西条

若槻団地には市内2社が乗り入れており、合わせて朝は約5分おき、日中でも約15分おきに市街地へのバスの便がある。さらに長電タクシーの「ミッドナイトライナー」が毎日運行される。
アルピコ交通の16 若槻団地線の起終点は若槻東条だが、一部時間帯のダイヤは若槻団地折り返しとなっている。
2社の経路は、長野駅から若槻団地に至るまでの間も、団地内に於いてもほとんど異なっており、並走する区間はわずかである。その一方で、長野市街地〜若槻団地の区間では定期券IC化以前から「川中島バス・長電バス共通定期券」が発行されていた。ICカード「KURURU」が導入された現在でこそ路線が近接していれば定期券は自動的に共通化されるが、紙定期券時代に両社の間で共通定期券が設定されていたのは、この区間のみであった。
なお、バスの行先表示などでは若団（わかだん）と略されることがある。

### 周辺
- 長野市立若槻保育園
- 信学会長野北幼稚園

## 若槻団地（県営住宅）
| 管理               | 住宅名        | 構造     | 間取 | 1戸面積 | 戸数              | 完成           |
| ------------------ | ------------- | -------- | ---- | ------- | ----------------- | -------------- |
| 長野県建設部       | 若槻団地      | 中層耐火 | 2LDK | 37.69m2 | 144戸（4階建6棟） | 1968年〜1969年 |
| 長野県建設部       | 若槻第二団地  | 簡易耐火 | 2DK  | 39.31m2 | 66戸（2階建）     | 1969年         |
| 長野県建設部       | 若槻第二団地  | 簡易耐火 | 2DK  | 37.26m2 | 32戸（平屋建）    | 1969年         |
| 長野県住宅供給公社 | JK-3 若槻団地 | 中層耐火 | 3DK  | 48.83m2 | 24戸（4階建1棟）  | 1970年         |